# Johann Christoph Gottlob Schumann

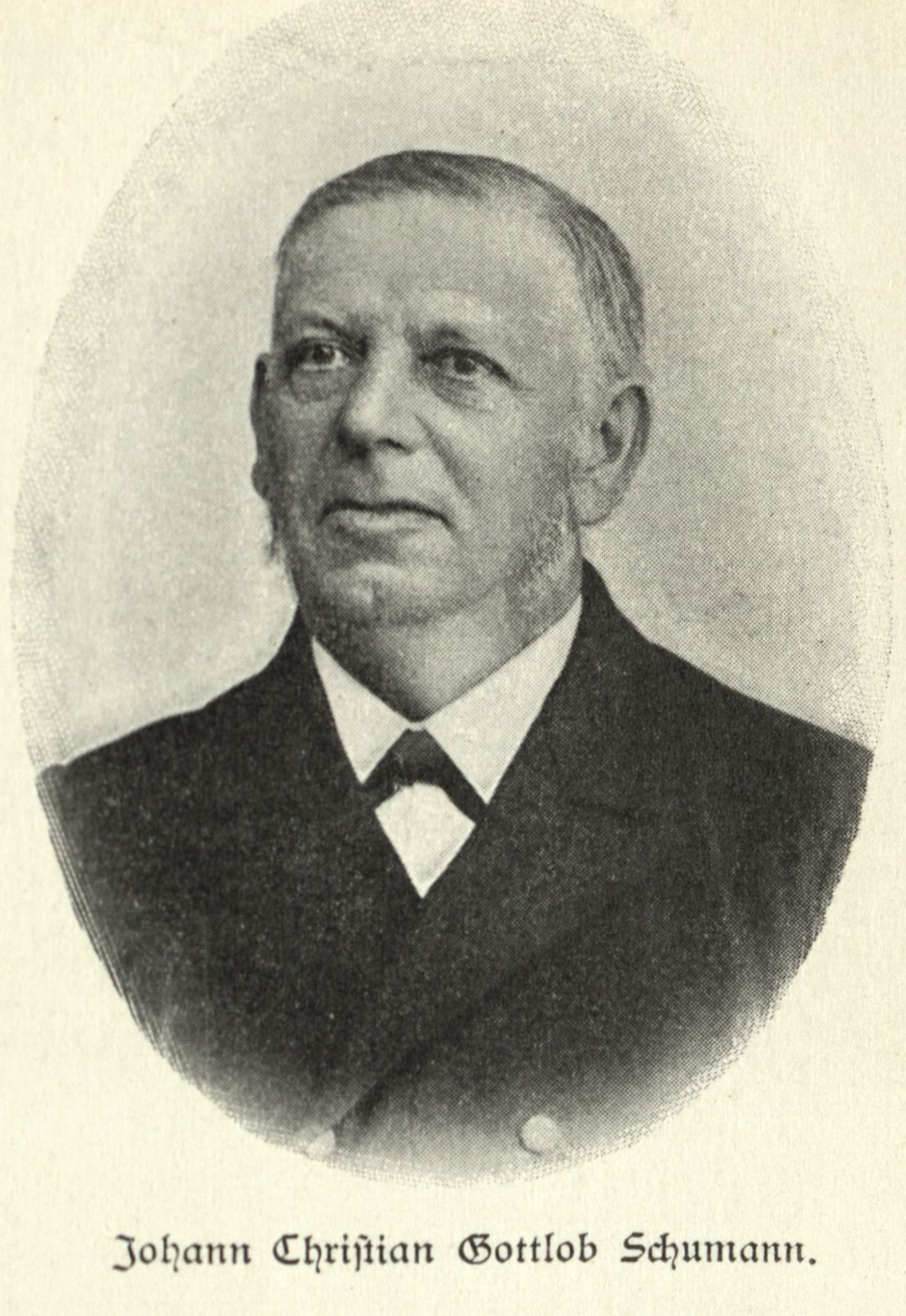
Porträtfoto mit der Namensvariante „Johann Christian Gottlob Schumann“

Gottlob Schumann, vollständiger Name Johann Christoph Gottlob Schumann oder Johann Christoph Gottlob Schumann und Varianten (geboren 3. Februar 1836 in Gröbitz bei Weißenfels; gestorben 20. Juni 1900 in Wernigerode) war ein deutscher Pädagoge, preußischer Regierungs- und Schulrat, Schriftsteller Schul- und Lehrbuch-Autor.

## Leben
Gottlob Schumann war Sohn eines Landmannes. Er studierte an der Universität Greifswald und an der Universität Halle, bevor er 1858 zunächst als Lehrer in Halle an der Saale tätig wurde, ab 1862 als Rektor in Wernigerode am Harz.

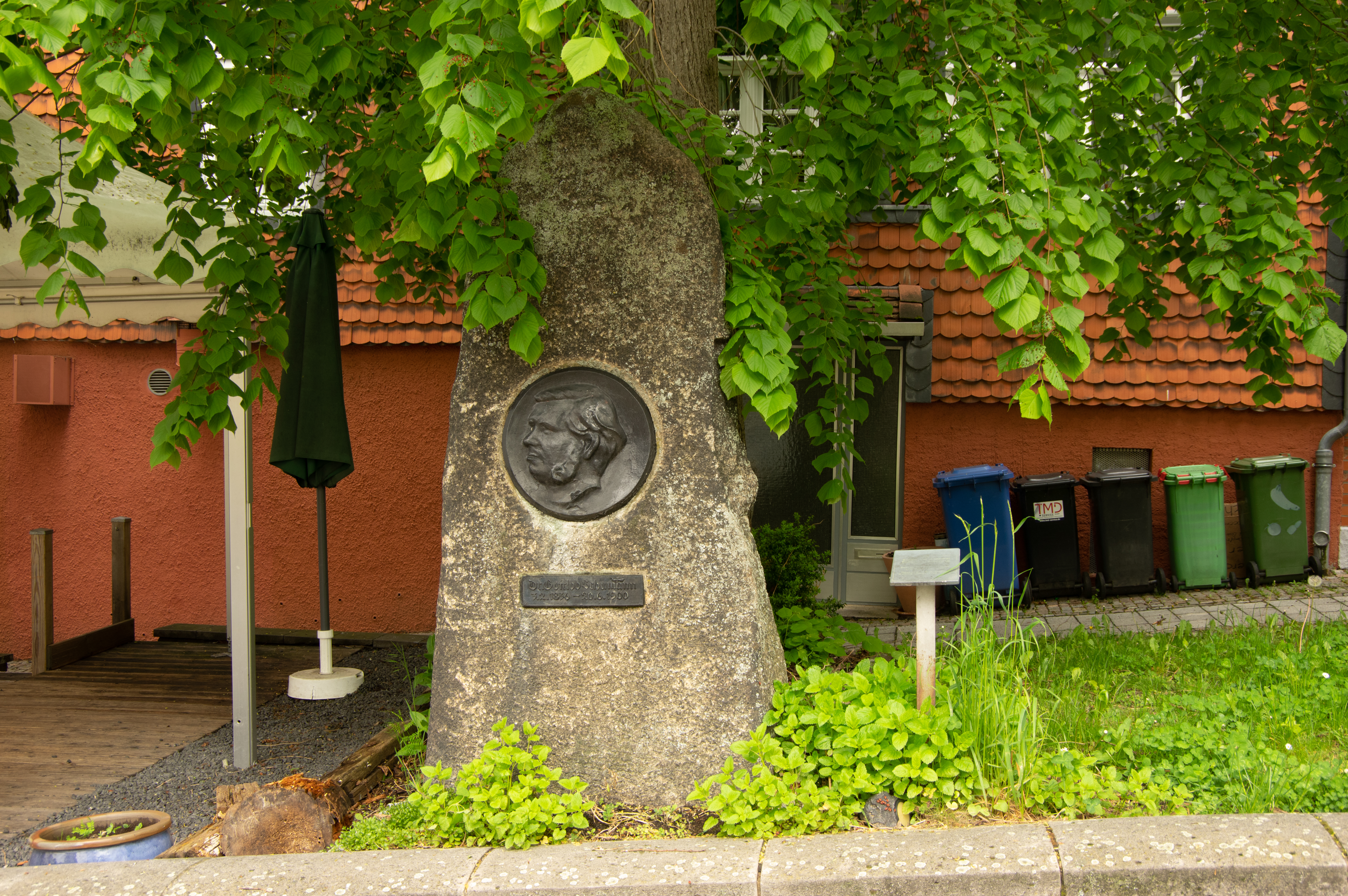
Denkmal „Dr. Gottlob Schumann“ in Alfeld

Ab 1867 leitete Schumann als Direktor das Schullehrerseminar zu Osterburg und übernahm nach wenigen Jahren – aufgrund einer Empfehlung durch den Grafen zu Stolberg – 1870 die Leitung des Schullehrer-Seminars zu Alfeld an der Leine, eine Stellung, die er bis 1881 innehatte. Seine planvolle Reorganisation des Alfelder Schullehrerseminars erlaubte seinen dort ausgebildeten Lehrern, darunter Karl Knoke, die Übernahme der Leitungen gleichartiger Bildungseinrichtungen beispielsweise in Bederkesa, Verden, Wunstorf und andernorts.
Ab 1881 leitete Schumann das Seminar in Trier, bevor er zuletzt von 1893 bis in sein Todesjahr 1900 als Seminardirektor in Magdeburg wirkte.
Darüber hinaus tat sich Gottlob Schumann als Schriftsteller hervor. Für seine vielgebrauchten Lehrbücher und Leitfäden der Pädagogik galt der Sinnspruch „Mit ‚Schumann‘ kommt man durch das Rektorexamen.“

## Schriften (Auswahl)
- Die Missionsgeschichte der Harzgebiete. Ein Beitrag zur deutschen Kirchengeschichte, Halle: Verlag der Buchhandlung des Waisenhauses, 1869; Digitalisat
- Die Geschichte des Volksschulwesens in der Altmark und des altmärkischen Schullehrer-Seminars zu Gardelegen-Osterburg. Im Zusammenhange mit der altmärkischen Cultur- und Kirchengeschichte und der evangelischen Pädagogik, Halle: Verlag der Buchhandlung des Waisenhauses, 1871
- Die Geschichte der Pädagogik im Seminarunterrichte (= Pädagogische Studien, Bd. 14), Wien usw.: Pichler's Witwe & Sohn, 1877; Digitalisat der Österreichischen Nationalbibliothek
- Die ächte Methode Wolfgang Ratke's. Ein Beitrag zur Lösung der Ratke-Frage, Hannover: Helwingsche Buchhandlung, 1876
- Dr. Karl Kehr. Ein Meister der deutschen Volksschule und Lehrerbildung. Nach Erinnerungen und Briefen an Freunde den deutschen Lehrern gezeichnet, Leipzig [u. a.], 1876
- Deutsche Volksschule oder die Bürger- und Landschule nach der Gesammtheit ihrer Verhältnisse. Nebst einer Geschichte der Volksschule. Ein Handbuch für Lehrer und Schulaufseher / neu bearbeitet von Gottlob Schumann, 3., sehr vermehrte und verändert Auflage, Jena: Costenoble
  - Teil 1: Das Allgemeine und die Zucht in der Volksschule, 1878
  - Teil 2: Der Unterricht, die Einrichtung und der Lehrer der Volksschule, 1878
  - Teil 3: Die Volksschule in ihrer Beziehung nach außen, Organisation, Schulaufsicht, Schulrecht und die deutsche Volksschule in ihrer geschichtlichen Entwicklung, 1879
- Johann Christoph Gottlob Schumann, Wilhelm Heinze: Lehrbuch der deutschen Geschichte für Seminare und andere höhere Lehranstalten. Zur Belebung des Geschichtsunterrichts mit einer Auswahl von Geschichtsbildern aus den Quellenschriften versehn und bearbeitet, Hannover: Carl Meyer, 1878
- Die Kirchengeschichte in Lebensbildern. Lehr- und Handbuch für Schule und Haus,
  - Erste Abtheilung: Die ältere Zeit bis auf Karl den Großen (= Paedagogische Bibliothek, Bd. 8), zweite Auflage, Hannover: Verlag von Carl Meyer (Gustav Prior), 1878
- Deutsches Lesebuch für die Oberstufe mehrklassiger Schulen. Herausgegeben von Joh. Christain Gottlob Schumann und Hermann Ruete. Mit Bildern von Bürkner, Hannover: Carl Meyer (Gustav Prior), 1879; Digitalisat
- Pädagogische Chrestomathie. Eine Auswahl aus den pädagogischen Meisterwerken aller Zeit für die pädagogische Privatlektüre / mit Einleitungen und Anmerkungen versehen von Joh. Christ. Gottlob Schumann,
  - Teil 2: Die pädagogischen Meisterwerke der alten Römer und des Mittelalters (= Pädagogische Bibliothek, Bd. 6), Hannover: Verlag von Carl Meyer (Gustav Prior), 1880; Digitalisat
- Unsere Schulzucht. Ein erweiterter Vortrag, Neuwied [u. a.]: Heuser, 1883
- Gotthold Ephraim Lessings Schuljahr. Ein Beitrag zur deutschen Kultur-, Litteratur- und Schul-Geschichte, Trier: Stephanus, 1884; Digitalisat
- Zur Erinnerung an Sr. Hochselige Majestät Wilhelm den deutschen Kaiser und König von Preussen …: Gedächtnisrede, gehalten von 22 März 1888 in der Basilika zu Trier, Neuwied: Heuser's Buchdruckerei …, 1888
- Leitfaden der Pädagogik für den Unterricht in Lehrerbildungsanstalten / von J. Chr. Gottlob Schumann,
  - Theil 1: Die systematische Pädagogik und die Schulkunde (= Pädagogische Bibliothek, Band 3), 5. verbesserte und vermehrte Auflage, Hannover: Carl Meyer, 1889
  - 2. Theil: Geschichte der Pädagogik,  6., verbesserte Auflage, Hannover: Carl Meyer, 1891
- J. Chr. Gottlob Schumann, Gustav Voigt:   (= Pädagogische Bibliothek, Band 1),
  - Teil 1: Einleitung und Geschichte der Pädagogik mit Musterstücken aus den pädagogischen Meisterwerken der verschiedenen Zeiten,
  - 4. Auflage, Hannover: Verlag von Carl Meyer (Gustav Prior), 1876; Digitalisat
    - 11., verbesserte und vermehrte Auflage, Hannover u. a.: Carl Meyer, 1899

  - Teil 2: Psychologie –  10., umgearbeitete Auflage, 1898
  - Teil 3: Spezielle Methodik und Schulkunde, 11., vollständig neubearbeitete Auflage, 1904
- Johann Christoph Gottlob Schumann, Wilhelm Heinze, Karl Dageförde: Leitfaden der preußischen Geschichte, 4. Auflage, Hannover; Berlin: C. Meyer, 1901
  - Schumann, Henze, Sechste (Stereotyp-)Auflage, Hannover-List; Berlin: Verlag von Carl Meyer (Gustav Prior), 1910
- Grundzüge der Pädagogik. Von J. Chr. Gottlob Schumann, neu bearbeitet von Hermann Walsemann;
  - Bd. 1, Teil 1: A: Grundzüge der systematischen Psychologie und der Logik. B1: Erziehungslehre (im engeren Sinne), 8., neu bearbeitete Auflage, Hannover-List [u. a.], 1909
  - Bd. 1, Teil 2: B2. Allgemeine Unterrichtslehre. B3. Schul- und Amtskunde, 8., neu bearbeitete Auflage, Hannover-List [u. a.], 1909